# Vojaški ordinariat Dominikanske republike
Vojaški ordinariat Dominikanske republike je rimskokatoliški vojaški ordinariat, ki je vrhovna cerkveno-verska organizacija in skrbi za pripadnike oboroženih sil Dominikanske republike.
Sedež ordinariata je v Santo Domingu.

## Škofje
- Ricardo Pittini (1958 - 10. december 1961)
- Octavio Antonio Beras Rojas (8. december 1962 - 1982)
- Nicolás de Jesús López Rodríguez (4. april 1982 - danes)